# Epeda

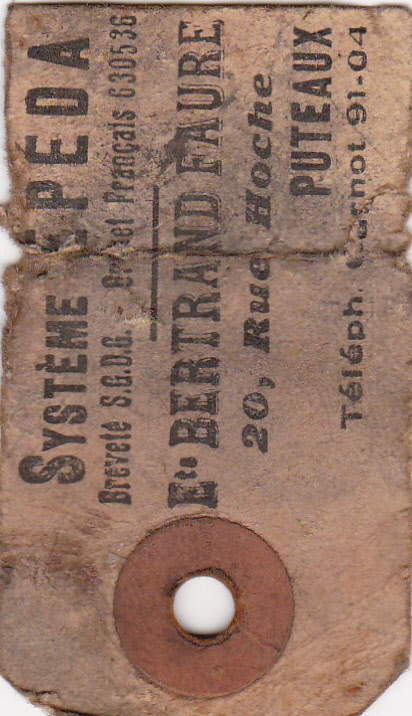
L'etichetta del sedile di una Peugeot 201

Epeda, storica azienda produttrice di molle, sedili per auto e materassi, è uno dei marchi della società Copirel, parte integrante del gruppo COFEL, Compagnie Financière Européenne de Literie.

## Storia
- 1914, l’inizio: Bertrand Faure, giovane neolaureato di una scuola di commercio, acquista a Levallois-Perret un piccolo laboratorio per la fabbricazione “su misura” di sedili per automobili (Voisin, Panhard, Dedion-Bouton...). Il laboratorio conta 4 operai. Il 30 maggio 1914 nasce Gérard Faure che diverrà, dopo la Seconda Guerra Mondiale, il più stretto collaboratore di suo padre e Presidente e Direttore Generale degli Stabilimenti Bertrand Faure, sino alla sua morte, nel novembre del 1978, sviluppando i due principali settori dell’impresa: i materassi Epeda ed i sedili per auto.
- 1929 : gli Stabilimenti Bertrand Faure acquistano il brevetto Epeda, tecnologia di fabbricazione di strutture a molle, per sviluppare un nuovo prodotto: il materasso a molle Epeda. Garantito 20 anni, è destinato a hotel,  pensioni, sanatori e compagnie di navigazione. La sua solidità viene testata davanti a un ufficiale giudiziario, utilizzando un rullo compressore di 15 tonnellate.
- 1954 : il marchio viene lanciato presso il grande pubblico quattro anni dopo la creazione della società Epeda, diretta emanazione degli stabilimenti Bertrand Faure. Epeda dichiara la sua modernità, la qualità della sua fabbricazione, la sua solidità ed il suo comfort al servizio della salute e del benessere con lo slogan "Buon sonno = Risvegli felici.”
- 1967 : nasce la tecnologia Multispire: un solo filo d’acciaio lavorato in spire per formare una maglia. Firmando il « primo reale progresso apportato ai materassi da 36 anni», Epeda lancia « i materassi più confortevoli del mondo ». È nato « Epeda, il materasso a tecnologia progressiva e continua ».
- 1970 : data d’inizio di una lunga campagna pubblicitaria. Spot televisivi (Michel Leeb) e slogan (“On peut vivre sa nuit sans réveiller l’autre”, “Je veux mon Épéda”) contribuiscono alla crescita del marchio.
- 1972 : Epeda diventa il brand numero uno dei materassi in Francia.
- 1978 : in seguito alla morte di Gérard Faure, gli Stabilimenti Bertrand Faure verranno scissi e ceduti per diventare Epeda e Faurecia (quotati alla Borsa di Parigi).
- 1987 : i multispire di nuova generazione « dolci per accogliervi, decisi per sostenervi », mettono in primo piano la salute dei consumatori.
- 1996 : proseguendo le sue ricerche in materie di comfort, Epeda inventa Multizona: la struttura a molle gradualmente rinforzata a seconda delle zone di pressione, per adattarsi con maggiore precisione alla morfologia di chi dorme.
- 1999 : Creazione della Compagnia dei materassi Epeda e Merinos[1].
- 1999 : Chiusura dei siti di Mer e di Charité sur Loire[2].
- 2000 : Parte dello stock della fabbrica di Charité sur Loire viene smaltito.
- 2001 : Epeda viene acquisita da Cofel (Pikolin), che in Francia possiede già il marchio Bultex.
- 2003 : Epeda diviene membro fondatore della APL (Association pour la promotion de la literie)[3].
- 2006 : Lancio di Air'optima, tecnologia a molle insacchettate.
- 2007 : Epeda inventa Multi-Actif TM: questa tecnologia riunisce « il meglio dei due mondi » (mousse e molle) « per un comfort esclusivo » secondo il brand.
- 2008 : trasferimento delle unità produttive Epeda e Merinos (Criquebeuf, Vesoul e Limoges) alla società Copirel, proprietà della Compagnie Financière Européenne de Literie (abbreviato Cofel).
- 2014 : messa in funzione della fabbrica di Criquebeuf.
- 2016 : Il gruppo spagnolo Pikolin cede la metà del capitale di Cofel al gruppo Steinhoff, noto azionista di Conforama France.

## Tecnologie
La tecnologia Multi-actif TM oniuga i vantaggi delle molle:
- Perfetta ventilazione del materasso
- Robustezza e longevità della sospensione
- Sostegno deciso e attivo

e della schiuma:
- Perfetta indipendenza di riposo
- Zone di comfort adeguate alla morfologia del corpo

La tecnologia Air'optima   tante piccole molle insacchettate indipendenti per un comfort progressivo. Ogni molla lavora in modo indipendente, per adattarsi alla morfologia ed ai movimenti di ognuno.

## Prodotti
I prodotti del marchio, fabbricati in Francia, sono:
- materassi ;
- sommiers ;
- accessori (piedi, guanciali...).

## Concorrenza
In Francia il principale concorrente è il gruppo Adova, che ha preso dal gruppo Cauval i marchi Dunlopillo, Treca, Simmons e Diva.